# Водійське посвідчення Ірландії
Водійське посвідчення в Ірландії є офіційним документом, який дає право його власнику керувати різними видами транспортних засобів на дорогах, доступних для громадськості. З 29 жовтня 2013 року їх видає Національна служба водійських прав (NDLS). Відповідно до європейських стандартів водійських прав, усі наявні категорії та фізичні права відповідають стандартам ЄС 2006 року.

## Процес отримання водійського посвідчення
В Ірландії розрізняють два типи водійських посвідченнь: учнівська посвідка (англ. Learner Permit), яку також часто називають тимчасова ліцензія (англ. Provisional Licence), та повна ліцензія (англ. Full Licence) чи повне водійське посвідчення.
Отримання повної ліцензії складається з таких кроків:
1. складання теоретичного іспиту,
2. отримання учнівської посвідки,
3. проходження обов'язкових уроків з ліцензованим інструктором,
4. здача практичного іспиту,
5. отримання повного водійського посвідчення.

### Теоретичний іспит
Іспит з теорії проводить компанія Prometric Ireland від імені RSA у форматі тесту і проводиться він в спеціальних центрах NDLS на комп'ютері. Кандидатам чи кандидаткам ставлять сорок питань із варіантами відповідей. Вони можуть підготуватися до тесту в кілька способів:
- книги,
- матеріали на CD,
- онлайн підписка на веб-ресурс для тренування питань,
- мобільний додаток[3].

При бронюванні є можливість обрати мову озвучування питань (англ. Exam voiceover language) такими мовами: англійська, польська, литовська, російська, арабська, румунська, бразильська португальська, ірландська жестова мова (відео), підтримка для людей з дислексією. Також, можна зробити запит на особливу допомогу в день тесту, наприклад, особам, які не можуть користуватися сенсорним екраном або стандартним комп'ютером, перекладачі та подібне. Вартість іспиту — €45.
Щоб скласти теоретичний іспит, особа повинна набрати не менше 35 із 40. Усе, що набрало менш як 35 балів, є невдалим, і тест потрібно скласти повторно.

### Учнівська посвідка

L-знак, який повинен бути на машині з водіями та водійками, які мають учнівську посвідку.

Щоб отримати учнівську посвідку, потрібно скласти вищезгаданий комп'ютеризований теоретичний іспит. Для отримання дозволу на навчання також необхідні:
- дійсне підтвердження адреси,
- дозвіл на проживання в Ірландії,
- персональний номер державних послуг (PPSN, англ. Personal Public Service),
- дійсне посвідчення особи з фотографією (наприклад, паспорт),
- звіт про зір (англ. Driving Licence Eyesight Report, якщо подаєтеся вперше).

Форму заявки на отримання дозволу на навчання D201 необхідно заповнити та принести до місцевого офісу NDLS, або ж подати заявку онлайн. В цій формі є можливість вибрати код «115», що вказує на їх бажання бути донором органів.
Обмеження для водіїв з тимчасовою ліцензією:
- Особа повинна керувати автомобілем з супроводом кваліфікованого водія (таким вважається водій з дійсним посвідчення ЄС, яке видане понад 2 роки тому),
- Забороняється їздити автомагістралями,
- Транспортний засіб, яким кермує учень, повинен завжди мати червоні L-знаки на спереду та позаду, або на жилеті, якщо вони мотоциклісти.

### Обов'язкові уроки
Після отримання учнівської посвідки, вам необхідно пройти обов'язкову кількість уроків з інструктором чи тренером, схваленим RSA. Наприклад, для посвідчення категорії B необхідно пройти 12 обов'язкових занять.
Обов'язкова підготовка водія (англ. Essential Driver Training, EDT)– навчальний курс, який навчає базових навичок водіння автівкою. Для категорії В він складається з 12 занять й проводиться інструктором чи тренером, схваленим RSA. Інструктор видає журнал (англ. logbook), в якому відмічає кожне заняття і записує прогрес. Кількість пройдених занять можна відстежити онлайн через портал MyEDT.
Початкова базова підготовка (англ. Initial Basic Training, IBT)– обов'язковий навчальний курс для учнів-мотоциклістів. Учень, який проходить IBT для категорій мотоциклів 'AM' або 'A1' — 16 годин навчання та розділена на чотири окремі модулі (1-4), які повинні бути успішно пройдені послідовно. IBT для категорії 'A2' або 'A' є 18-годинним курсом з успішне завершення трьох конкретних модулів (1, 3 і 5).
Після завершення модуля IBT інструктор фіксує деталі підготовки в журналі учня. По проходженні всіх модулів інструктор видає Свідоцтво про задовільне проходження навчання (англ. Certificate of Satisfactory Completion).

### Правило шести місяців
Правило шести місяців застосовується до новачків, які отримують дозвіл на навчання в певних категоріях. Згідно з цим правилом, учні повинні очікувати протягом шести місяців з дати видачі конкретної категорії ліцензії, перш ніж вони матимуть право скласти практичний іспит.
Це особливо важливо враховувати, якщо новачок додав нову категорію ліцензії до свого чинної учнівської посвідки. У цьому випадку релевантною є дата додавання нової категорії, а не дата видачі посвідки.
Відповідальність за перевірку деталей учнівської посвідки та можливості складання іспиту несе сам учень. Якщо було зроблено бронювання на водійський іспит, але власник дозволу на навчання ще не має на нього права, іспит не відбудеться, і вартість буде втраченою. Якщо була здійснена бронь на водійський іспит, але учень ще не має на нього права (наприклад, не пройшло 6 місяців), іспит не відбудеться, і оплата буде втрачена.

### Практичний іспит та подальші кроки

N-знак, який повинен бути показаний водіями та водійками перші 2 роки після отримання повного посвідчення

## Категорії водійських прав
Це список категорій, які можна знайти в водійських правах в Республіці Ірландія.
Примітка: категорія B1 вказана в водійських правах в Ірландії, але її неможливо отримати, оскільки її там насправді немає.
| Категорія | Тип транспортного засобу | Мінімальний вік                                                        |
| --------- | --- | ---------------------------------------------------------------------- |
| AM        | Мопеди та легкі квадроцикли. | 16                                                                     |
| A1        | Мотоцикли з об'ємом двигуна не більше 125 кубічних сантиметрів, потужністю не більше 11 кВт і коефіцієнтом потужності не більше 0,1 кВт/кг. Мотоцикли трицикли потужністю не більше 15 кВт. | 16                                                                     |
| A2        | Мотоцикли з номінальною потужністю не перевищує 35 кВт, з відношенням потужності до ваги не перевищує 0,2 кВт/кг і не походять від транспортного засобу більш ніж у два рази його потужність. | 18                                                                     |
| А         | Мотоцикли. Мотоцикли триколісні. | 24 (прямий доступ) 20 (прогресивний доступ)                            |
| А         | Мотоцикли триколісні | 21                                                                     |
| В         | Транспортні засоби (крім мотоциклів, мопедів, робочих транспортних засобів або наземних тракторів), які мають максимальну вагу не більше 3500 кг має пасажирські приміщення для не більше ніж 8 осіб і де максимальна вага причепа¹ не перевищує 750 кг або якщо сукупна максимальна вага тягачів і причепа не перевищує 3500 кг. Транспортні засоби, що працюють на альтернативному паливі, з максимальною масою двигуна¹ понад 3500 кг але не більше 4250 кг для перевезення вантажів без причепа особами, які мають посвідчення водія категорії B, видане щонайменше два роки тому, за умови, що маса перевищує 3500 кг пов'язано виключно з перевищенням маси силової установки по відношенню до силової установки транспортного засобу тих самих розмірів, який обладнаний звичайним двигуном внутрішнього згоряння з примусовим запалюванням або запалюванням від стиснення, і за умови, що вантажопідйомність не є зросла по відношенню до того самого автомобіля. Ліцензія з кодом 96 дозволяє використовувати тягач і причеп, якщо максимальна вага причепа¹ може перевищувати 750 кг, а маса тягач і причеп не перевищує 4250 кг. Ця категорія стосується квадроциклів (окрім тих, що підпадають під AM). | 17                                                                     |
| BE        | Комбінація гужових транспортних засобів категорії B і причепа, де максимальна маса причепа¹ не перевищує 3500 кг. | 17                                                                     |
| W         | Робочі транспортні засоби та наземні трактори з причепом або без. | 16                                                                     |
| C         | Транспортні засоби (крім робочих транспортних засобів або наземних тракторів), максимальна вага яких перевищує 3500 кг, розроблена та виготовлена для перевезення не більше ніж восьми пасажирів, окрім водія, і максимальна вага причепа не перевищує 750 кг. | 21 (без сертифікату професійної компетентності водія (CPC)) 18 (з CPC) |
| CE        | Комбінація гужових транспортних засобів категорії C і причепа, де максимальна вага причепа¹ перевищує 750 кг. | 21 (без CPC) 18 (з CPC)                                                |
| C1        | Транспортні засоби категорії C з максимальною масою MAM¹, що не перевищує 7500 кг, розроблені та виготовлені для перевезення не більше ніж восьми пасажирів, окрім водія, і де максимальна маса причепа¹ не перевищує 750 кг. | 18                                                                     |
| C1E       | - Комбінація гужових транспортних засобів категорії C1 і причепа, де максимальна вага причепа ¹ перевищує 750 кг і де максимальна вага тягового автомобіля і причепа разом не перевищує 12 000 кг. — Комбінація гужових транспортних засобів категорії B із причепом, де максимальна вага причепа становить понад 3500 кг, а максимальна вага тягового автомобіля та причепа не перевищує 12 000 кг. | 18                                                                     |
| D         | Транспортні засоби, сконструйовані та виготовлені для перевезення понад вісім пасажирів, окрім водія, і де максимальна вага причепа¹ не перевищує 750 кг. | 24 (без CPC) 21 (з CPC)                                                |
| DE        | Комбінація гужових транспортних засобів категорії D і причепа, де максимальна вага причепа¹ перевищує 750 кг. | 24 (без CPC) 21 (з CPC)                                                |
| D1        | Транспортні засоби категорії D, розроблені та виготовлені для перевезення не більше ніж шістнадцяти пасажирів на додаток до водія, максимальна довжина яких не перевищує 8 метрів і максимальна вага причепа¹ не перевищує 750 кг. | 21                                                                     |
| D1E       | Комбінація гужових транспортних засобів категорії D1 і причепа, де максимальна вага причепа¹ перевищує 750 кг. | 21                                                                     |

¹ MAM (максимально дозволена маса)

## Штрафні бали
З 2002 року в Ірландії, як і в інших країнах ЄС, діє система штрафних балів (англ. penalty points) за порушення правил водіння. Якщо водій з повною ліцензією набирає 12 балів протягом будь-якого трьохрічного періоду, його позбавляються посвідчення на 6 місяців. Для учнів-водіїв передбачена дискваліфікація при наявності лише 7 штрафних балів. До серпня 2014 року поріг для них складав 12 балів. Цей менший поріг також застосовується протягом перших 2 років після отримання повної ліцензії.
Штрафні бали залишаються в записах на водійському посвідченні протягом 3 років. Важливо відзначити, що будь-який період, коли водійське посвідчення закінчується дію або коли ви відбуваєте судову дискваліфікацію, не враховується в межах цих 3 років.
У випадку, якщо водій набирає 12 балів (або 7, де це застосовується) і подальше отримує дискваліфікацію від водіння на 6 місяців, штрафні бали, що призвели до дискваліфікації, будуть скасовані з його запису після закінчення 6-місячного періоду.

## Міжнародна посвідка водія
Для подорожі в країни поза межами ЄС, європейської економічної зони чи Великої Британії потрібно отримати міжнародну посвідчення водія (англ. International Driving Permit, IDP). Вона доступна лише жителям Ірландії з повним водійським посвідченням, діє 1 рік й видається автомобільною асоціацією (англ. Automobile Association, AA). Перелік країн, де потрібна ця посвідка включає США та Україну.

## Галерея

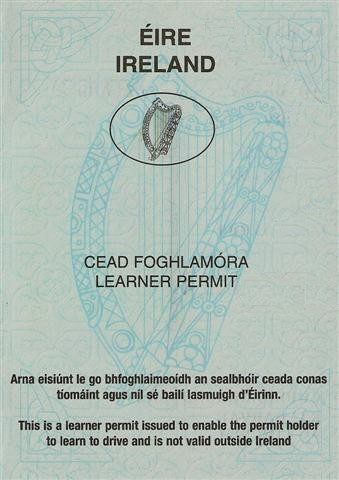
Колишнє ірландське водійське посвідчення, обкладинка (замінено 2013 року)
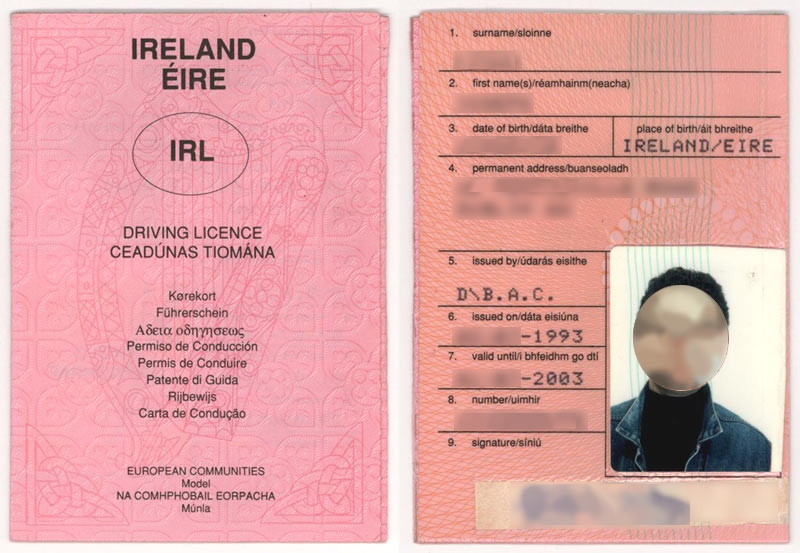
Колишнє ірландське водійське посвідчення, середина (замінено 2013 року)
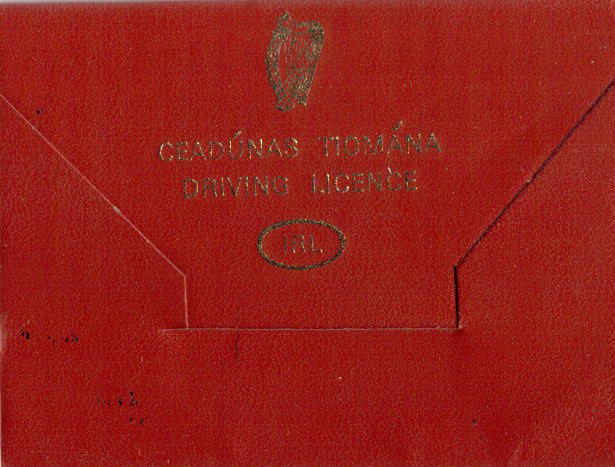
Стара версія ірландське водійське посвідчення 1981 року
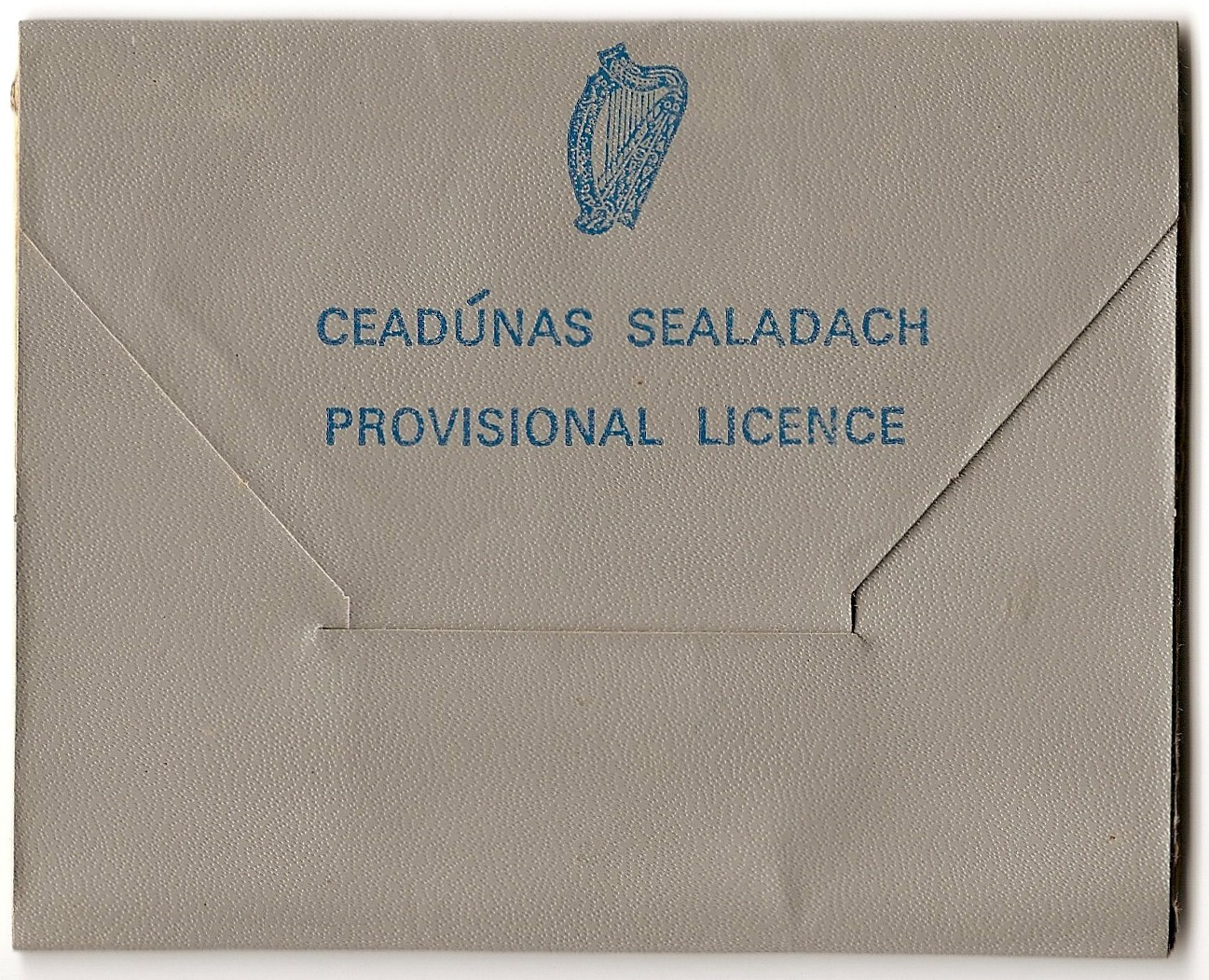
Стара версія тимчасового посвідчення водія (1976)